# 勞頓 (英國)
勞頓（Loughton）是英格蘭埃塞克斯郡埃平森林區的一個民政教區。勞頓位於倫敦查令十字東北約11至13英里處。勞頓教區面積約3,724英畝（15平方）,，其中1,300英畝（5平方）屬於埃平森林。古教區面積3,900英畝（16平方），不過在1996年報部分舊教區被劃入巴克赫斯特山。據2001年人口普查，勞頓有人口30,340人。2011年有人口31,106人。

## 外部連結
- Loughton Town Council （页面存档备份，存于）